# بالگرد مسلح

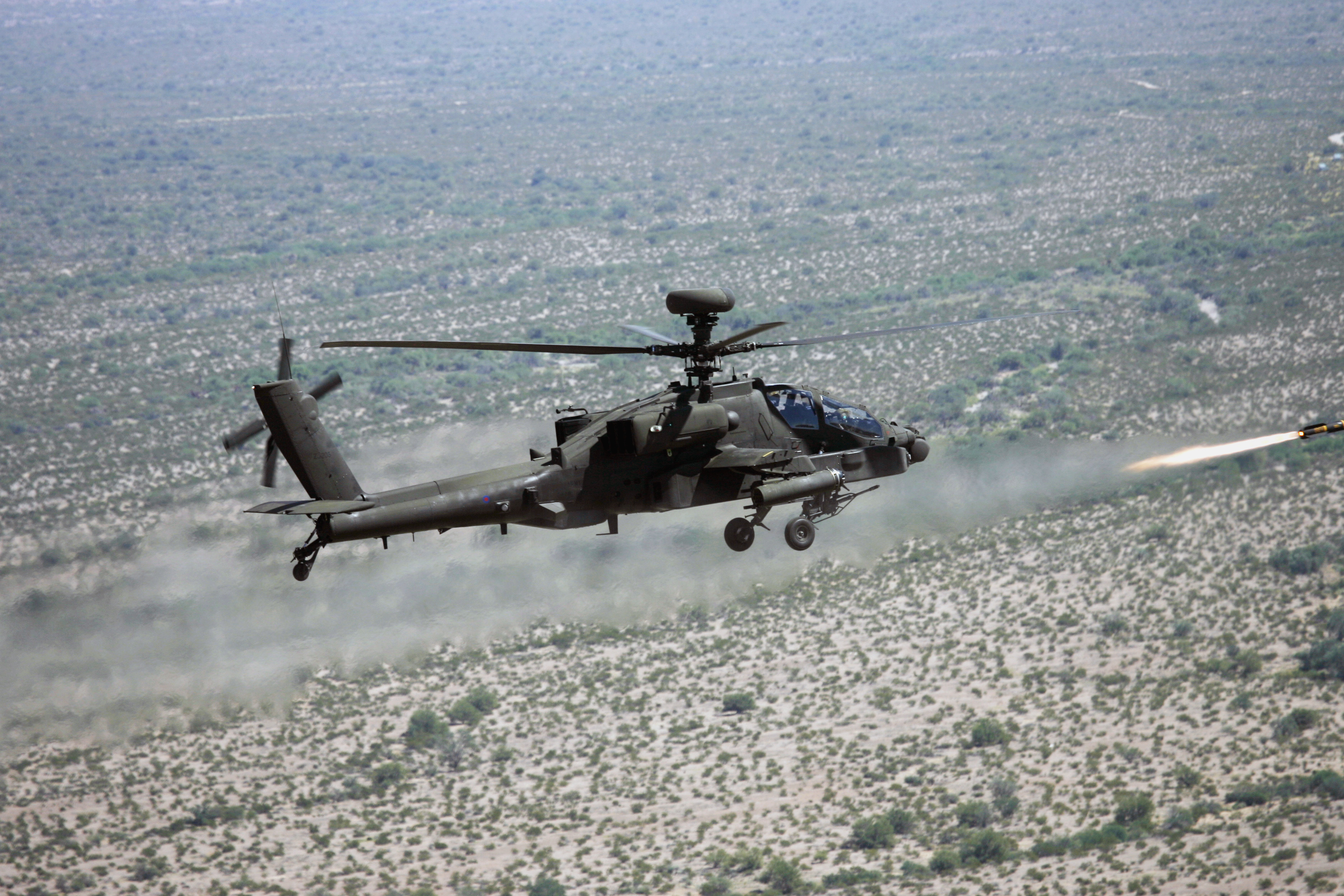
بالگرد تهاجمی ای‌اچ-۶۴ آپاچی مجهز به موشک هوابه‌سطح ای‌جی‌ام-۱۱۴ هل‌فایر

بالگرد مسلح  (به انگلیسی: armed helicopter) یک بالگرد نظامی مجهز به مهمات هواگرد است که معمولاً برای حمله به اهداف روی زمین استفاده می‌شود. چنین بالگردی می‌تواند عمداً برای یک مأموریت حمله به زمین طراحی شود - در این صورت به‌طور خاص به عنوان یک بالگرد تهاجمی طبقه‌بندی می‌شود - یا ممکن است قبلاً برای استفاده‌های دیگر مانند ترابری هوایی، شناسایی هوایی و غیره طراحی شده باشد که بعداً در فرایند اصلاح، به اسلحه به جای بخشی از تجهیزات بالگرد، مجهز می‌شوند. هدف از اصلاح پیکربندی بالگرد مسلح می‌تواند مصلحت میدانی در طول نبرد، کمبود بودجه نظامی برای توسعه یا خرید بالگردهای تهاجمی، یا نیاز به نگهداری بالگرد برای ماموریت‌هایی باشد که به سلاح نیاز ندارند.
بالگردهای مسلح تخصصی از روی کشتی‌ها در دریا پرواز می‌کنند و برای جنگ ضدزیردریایی یا ضدکشتی مجهز هستند.